# 階層的分類
階層的分類とは物事を階層ごとに一般的なものから特殊なものへとグループ分けする分類法である。
機械学習の分野では、階層的分類は事例空間分解ともよばれることがある。 これは、完全に多クラス分類されるような問題をより小さな問題の集合として分割するからである。